# Брондесбері
Брондсбері ([ˈbrɒndzbəri]), який включає парк Брондесбері, — район у лондонському районі Брент у Лондоні, Англія. Ця територія традиційно є частиною стародавньої парафії та наступного муніципального району Віллесден, одного з районів, які об’єдналися, щоб утворити сучасний район Брент.
Залізнична станція Брондесбері розташована за 4,1 милі на північний захід від Чарінг-Кросс, і її близькість до спочатку римської дороги A5 (східна межа району) іноді веде до адрес на східній, Камденській, стороні дороги, яку також неофіційно описують як частину Брондесбері.
Це була сільська місцевість до кількох десятиліть після появи залізниці у вікторіанську епоху. Житло почали серйозно будувати в Брондесбері наприкінці 1860-х – 1890-х роках, і стало досить бажаним зберегти планування передмістя та більшість пов’язаної з ним оригінальної хвилі будівництва будинків. У ньому здавна були британські, ірландські, єврейські, чорношкірі та південноазіатські громади.

## Транспорт
Брондесбері має дві залізничні станції, які обслуговуються північно-лондонською лінією London Overground між Річмондом, Highbury & Islington і Stratford.
- Станція Брондесбері
- Станція Brondesbury Park

## Демографія

### Групи економічної діяльності
Половина території — район Брондесбері-Парк, деталі якого наведено нижче:
| Статус                      | Уорд % | Боро % | Національний % |
| --------------------------- | ------ | ------ | -------------- |
| Економічно активний         | 78,0   | 74.3   | 76.8           |
| На пенсії                   | 2.5    | 2.6    | 4.9            |
| студент                     | 7.9    | 9.2    | 6.6            |
| Догляд за домом або сім'єю  | 4.8    | 5.9    | 4.9            |
| Тривала хвороба або інвалід | 4.0    | 4.0    | 4.6            |
| Інші неактивні              | 2.9    | 4.0    | 2.3            |